# Backstage (Fernsehserie)
Backstage (englisch für Hinter den Kulissen) ist eine kanadische Jugend-Dramedy im Doku-Drama-Stil, die im Auftrag von DHX Media, durch die Produktionsfirma Fresh TV entsteht. Die Erstausstrahlung fand am 18. März 2016 auf dem Family Channel in Kanada statt. Die deutschsprachige Erstausstrahlung erfolgt seit dem 19. Dezember 2016 auf dem Free-TV-Sender Disney Channel.
Der Disney Channel sicherte sich die Ausstrahlungsrechte der Serie für mehrere Länder in Europa, Afrika und dem Nahen Osten sowie für die USA, Australien und Neuseeland.

## Handlung
Die Serie begleitet eine Gruppe von sehr begabten Jugendlichen dabei, wie sie ihre Höhen und Tiefen durchleben, die mit dem Besuch der Elite Keaton School of the Arts auf sie zukommen. Für die Keaton-Studenten beginnt eine Zeit von neuen Freundschaften, unaufhaltsamen Wettbewerben und entscheidenden Momenten, die sie auf ihren Weg zum Ruhm begleiten.

## Figuren
Vanessa ist möglicherweise die talentierteste Balletttänzerin auf der Keaton, und dies ist ihr bewusst. Auch wenn sie ein Neuling ist, besitzt sie eine Durchschlagskraft, mit der gerechnet werden muss. Vanessa ist warmherzig und lustig, aber ihre Haltung bringt sie manchmal in Schwierigkeiten.
Carly ist eine hervorragende Balletttänzerin, die aber glaubt, im Schatten ihrer besten Freundin Vanessa zustehen. Sie ist pflichtbewusst und diszipliniert und will auf eigene Faust auf sich aufmerksam machen.
Miles ist ein ruhiger, mysteriöser und ein wenig schüchterner Junge. Er bevorzugt es, im Hintergrund zustehen. Mit seinem unglaublichen Talent und seinem großen Geheimnis hat Miles einige großartige neue Freundschaften in der Keaton gebunden.
Alya ist eine autodidaktische Sängerin und Liederschreiberin, welche vorher noch nie in der Großstadt war. Sie ist ruhig und schüchtern. Doch die Keaton ist für Alya der richtige Ort, wo sie lernt, aus ihrem Schneckenhaus heraus zukommen.
Jax ist ein DJ und Musiker an der Keaton. Er hat eine sehr zuversichtliche Haltung, ist aber nicht so gut, wie er sein will.
Bianca ist eine Künstlerin, die glaubt, alles gut zu können. Dank ihrer Mutter ist sie im Musikbusiness, und seit zwei Jahren als professionell Sängerin tätigt, was sie alle Menschen in ihrer Umgebung wissen lässt.
Jenna ist ein schwungvolles und energisches Mädchen, das eifrig ist, um erfolgreich zu sein. Sie ist eine neue Balletttänzerin auf der Keaton. Jenna steht oft im Schatten von Vanessa und Carly, weshalb sie bereit ist, jede Gelegenheit zu nutzen, um im Rampenlicht zu stehen!
Sasha ist ein Balletttänzer und absolviert sein zweites Jahr an der Keaton. Er ist eine Klatschtante und bringt die Menschen um sich herum zum Lachen. Sasha hält nichts zurück und sagt es, wie es ist.
Scarlett ist eine intelligente, selbstbewusste und unglaubliche gute Sängerin. Sie nennt sich Starlett, und ihre Stimme ist so groß wie ihre Persönlichkeit. Scarlett geht auf die Keaton um ein Star zu werden, und von diesem Ziel lässt sie sich nicht abbringen. Kit ist ihre kleine Schwester.
Kit ist ein zuversichtliches und bescheidenes Mädchen. Sie ist eine unterstützende Freundin, welche sich aber nicht fürchtet, die Dinge beim Namen zu nennen. Kit ist eine extrem talentierte Musikerin und DJ. Sie ist  Scarletts kleine Schwester und wie sie adoptiert.
Denzel ist ein super talentierter und immer bunt gekleideter Designer. Egal ob er Kleidung oder nur eine einfache Schulmappe designen soll, Denzel liefert immer ein perfektes Ergebnis ab.
Julie ist die Schulpräsidentin der Keaton. Sie ist Kostümbildnerin, Technik-Genie, Filmemacherin und Künstlerin. Julie ist ein freier Geist, um es gelinde auszudrücken.
Park ist der Musiklehrer. Im Gegensatz zu Helsweel zeigt Park Mitgefühl gegenüber seinen Schülern.
Helsweel ist die Tanzlehrerin.

## Besetzung und Synchronisation
Die deutsche Synchronisation entsteht unter dem Dialogbuch von Kalpna Joshi, Josephine Schmidt (Staffel 1) und Mario von Jascheroff (Staffel 2) sowie unter der Dialogregie von Michael Deffert und Tanja Schmitz durch die Synchronfirma SDI Media Germany GmbH in Berlin (Staffel 1) und Christa Kistner Synchronproduktion in Potsdam (Staffel 2).
| Rollenname       | Schauspieler       | Staffel | Synchronsprecher  |
| ---------------- | ------------------ | ------- | ----------------- |
| Vanessa Morita   | Devyn Nekoda       | 1–      | Marie Hinze       |
| Carly Catto      | Alyssa Trask       | 1–      | Mia Diekow        |
| Miles Lennox     | Josh Bogert        | 1–      | Konrad Bösherz    |
| Alya Kendrick    | Aviva Mongillo     | 1–      | Jodie Blank       |
| Jax Gardner      | Matthew Isen       | 1–      | Bastian Sierich   |
| Bianca Blackwell | Julia Tomasone     | 1–      | Patrizia Carlucci |
| Jenna            | Adrianna Di Liello | 1–      | Anna Gamburg      |
| Sasha Roy        | Colin Petierre     | 1–      | Dirk Petrick      |
| Scarlett Dunn    | Mckenzie Small     | 1–      | Luisa Wietzorek   |
| Kit Dunn         | Romy Weltman       | 1–      | Sarah Tkotsch     |
| Denzel Stone     | Isiah Hall         | 1–      |                   |
| Julie Maslany    | Kyal Legend        | 1–      | Kaya Marie Möller |
| Park             | Chris Hoffman      | 1–      | Michael Deffert   |
| Helsweel         | Jane Moffat        | 1–      | Heike Schroetter  |

## Ausstrahlung
Kanada
Die Erstausstrahlung der ersten Staffel erfolgt seit dem 18. März 2016 auf dem Family Channel in Kanada.
Deutschland
Die deutschsprachige Erstausstrahlung der ersten Staffel startete am 19. Dezember 2016 Disney Channel.
International
| Land | Sender                                   | Premiere          | Ausstrahlungstitel | Ref.   |
| --- | ---------------------------------------- | ----------------- | ------------------ | ------ |
| Kanada | Family Channel                           | 18. März 2016     | Backstage          | [ 1 ]  |
| Vereinigte Staaten | Disney Channel USA                       | 25. März 2016     | Backstage          | [ 5 ]  |
| Vereinigtes Königreich | Disney Channel UK und Ireland            | 9. Mai 2016       | Backstage          | [ 6 ]  |
| Südafrika | Disney Channel Südafrika                 | 16. Mai 2016      | Backstage          | [ 7 ]  |
| Arabische Liga | Disney Channel Naher Osten               | 16. Mai 2016      | Backstage          | [ 7 ]  |
| Serbien Kroatien Bosnien und Herzegowina Nordmazedonien Montenegro | Disney Channel Balkan                    | 16. Mai 2016      | Backstage          | [ 7 ]  |
| Griechenland | Disney Channel Griechenland              | 16. Mai 2016      | Backstage          | [ 8 ]  |
| Spanien | Disney Channel Spanien                   | 20. Juni 2016     | Backstage          | [ 6 ]  |
| Portugal | Disney Channel Portugal                  | 20. Juni 2016     | Backstage          | [ 9 ]  |
| Polen | Disney Channel Polen                     | 25. Juli 2016     | Backstage          | [ 10 ] |
| Niederlande Belgien | Disney Channel Niederlanden und Belgien  | 6. August 2016    | Backstage          | [ 11 ] |
| Israel | Disney Channel Israel                    | 4. September 2016 | בקסטייג'           | [ 12 ] |
| Italien | Disney Channel Italien                   | 5. September 2016 | Backstage          | [ 13 ] |
| Åland Schweden Norwegen Dänemark Finnland Island | Disney Channel Skandinavien              | 22. Oktober 2016  | Backstage          | [ 14 ] |
| Australien Neuseeland | Disney Channel Australien und Neuseeland | 28. Oktober 2016  | Backstage          | [ 15 ] |
| Argentinien Bolivien Chile Kolumbien Kuba Costa Rica Ecuador El Salvador Guatemala Haiti Honduras Nicaragua Mexiko Panama Paraguay Peru Dominikanische Republik Uruguay Venezuela | Disney Channel Lateinamerika             | 21. November 2016 | Backstage          | [ 16 ] |
| Brasilien | Disney Channel Brasilien                 | 21. November 2016 | Backstage          | [ 17 ] |
| Deutschland Österreich Schweiz Liechtenstein | Disney Channel Deutschland               | 19. Dezember 2016 | Backstage          | [ 2 ]  |
| Frankreich | Disney Channel Frankreich                |                   |                    | [ 3 ]  |
| Bulgarien | Disney Channel Bulgarien                 |                   |                    | [ 3 ]  |
| Rumänien | Disney Channel Rumänien                  |                   |                    | [ 3 ]  |
| Tschechien Slowakei | Disney Channel Tschechien                |                   |                    | [ 3 ]  |
| Ungarn | Disney Channel Ungarn                    |                   |                    | [ 3 ]  |
| Türkei | Disney Channel Türkei                    |                   |                    | [ 3 ]  |

## Episodenliste
Staffel 1
| Nr. (ges.) | Nr. (St.) | Deutscher Titel                    | Originaltitel            | Erstausstrahlung Kanada | Deutschsprachige Erstausstrahlung (D/A/CH) | Regie            | Drehbuch                         |
| ---------- | --------- | ---------------------------------- | ------------------------ | ----------------------- | ------------------------------------------ | ---------------- | -------------------------------- |
| 1          | 1         | Der erste Tag                      | The First Day            | 18. März 2016           | 19. Dez. 2016                              | RT!              | Lara Azzopardi                   |
| 2          | 2         | Aufgeteilt                         | Groups of Two            | 25. März 2016           | 20. Dez. 2016                              | RT!              | Jennifer Pertsch                 |
| 3          | 3         | Lehrerliebling                     | The Brightside           | 1. Apr. 2016            | 21. Dez. 2016                              | Warren P. Sonoda | Jennifer Pertsch                 |
| 4          | 4         | Beste Freunde                      | Stand Tall               | 8. Apr. 2016            | 22. Dez. 2016                              | Warren P. Sonoda | Matt Schiller                    |
| 5          | 5         | Sei immer professionell!           | Take Me Out              | 15. Apr. 2016           | 23. Dez. 2016                              | Wendy Morgan     | Matt Schiller                    |
| 6          | 6         | Inspiration                        | Dig Deeper               | 22. Apr. 2016           | 26. Dez. 2016                              | Wendy Morgan     | Kate Hewlett                     |
| 7          | 7         | Fremde Schuhe                      | In Their Shoes           | 29. Apr. 2016           | 27. Dez. 2016                              | Director X       | Kate Hewlett                     |
| 8          | 8         | Das große Casting                  | On Deck                  | 6. Mai 2016             | 28. Dez. 2016                              | Director X       | Scott Oleszkowicz                |
| 9          | 9         | Sotto Voce                         | Sotto Voce               | 13. Mai 2016            | 29. Dez. 2016                              | RT!              | Scott Oleszkowicz                |
| 10         | 10        | Die Ersatz-Tänzerin                | The Understudy           | 20. Mai 2016            | 30. Dez. 2016                              | RT!              | Lauren Gosnell                   |
| 11         | 11        | Bleib dir treu!                    | Lose Yourself            | 27. Mai 2016            | 2. Jan. 2017                               | Warren P. Sonoda | Lauren Gosnell                   |
| 12         | 12        | Das Gruppen-Gefühl                 | Plays Well With Others   | 3. Juni 2016            | 3. Jan. 2017                               | Warren P. Sonoda | Jennifer Pertsch                 |
| 13         | 13        | Sei niemals gewöhnlich!            | Hold On                  | 10. Juni 2016           | 4. Jan. 2017                               | Mario Azzopardi  | Matt Schiller                    |
| 14         | 14        | 12 Stunden bis zur Show            | Twelve Hours To Showtime | 17. Juni 2016           | 5. Jan. 2017                               | Mario Azzopardi  | Lara Azzopardi                   |
| 15         | 15        | Showtime                           | Showtime                 | 24. Juni 2016           | 6. Jan. 2017                               | Director X       | Lara Azzopardi                   |
| 16         | 16        | Ein Neubeginn                      | Restart                  | 9. Sep. 2016            | 9. Jan. 2017                               | Director X       | Jill Girling & Lori Mather-Welch |
| 17         | 17        | Balanceakt                         | Juggle                   | 16. Sep. 2016           | 10. Jan. 2017                              | Warren P. Sonoda | Kate Hewlett                     |
| 18         | 18        | Bleib bei der Sache!               | Eyes Forward             | 23. Sep. 2016           | 11. Jan. 2017                              | Warren P. Sonoda | Kate Hewlett                     |
| 19         | 19        | Eine einmalige Chance              | Once In A Lifetime       | 30. Sep. 2016           | 12. Jan. 2017                              | RT!              | Matt Schiller                    |
| 20         | 20        | Da Capo                            | Da Capo                  | 7. Okt. 2016            | 13. Jan. 2017                              | RT!              | Matt Schiller                    |
| 21         | 21        | Freund oder Feind                  | Friend Or Foe            | 14. Okt. 2016           | 16. Jan. 2017                              | Lara Azzopardi   | Scott Oleszkowicz                |
| 22         | 22        | Vérité                             | Verite                   | 21. Okt. 2016           | 17. Jan. 2017                              | Lara Azzopardi   | Scott Oleszkowicz                |
| 23         | 23        | Hinfallen, aufstehen, weitertanzen | Step Up                  | 28. Okt. 2016           | 18. Jan. 2017                              | Director X       | Lauren Gosnell                   |
| 24         | 24        | Ensemble                           | Ensemble                 | 4. Nov. 2016            | 19. Jan. 2017                              | Director X       | Lauren Gosnell                   |
| 25         | 25        | Ruhe nach dem Sturm                | After The Flood          | 11. Nov. 2016           | 20. Jan. 2017                              | Wendy Morgan     | Kate Hewlett                     |
| 26         | 26        | Kampfgeist                         | Try Again                | 18. Nov. 2016           | 23. Jan. 2017                              | Wendy Morgan     | Matt Schiller                    |
| 27         | 27        | Das Nachbeben                      | Fallout                  | 18. Nov. 2016           | 24. Jan. 2017                              | Warren P. Sonoda | Scott Oleszkowicz                |
| 28         | 28        | Neue Herausforderungen             | Lead The Way             | 25. Nov. 2016           | 25. Jan. 2017                              | Warren P. Sonoda | Scott Oleszkowicz                |
| 29         | 29        | Einzelgänger                       | Me                       | 2. Dez. 2016            | 26. Jan. 2017                              | Lara Azzopardi   | Lara Azzopardi                   |
| 30         | 30        | Zusammenhalt                       | We                       | 9. Dez. 2016            | 27. Jan. 2017                              | Director X       | Lara Azzopardi                   |

Staffel 2
| Nr. (ges.) | Nr. (St.) | Deutscher Titel       | Originaltitel             | Erstausstrahlung Kanada | Deutschsprachige Erstausstrahlung (D/A/CH) |
| ---------- | --------- | --------------------- | ------------------------- | ----------------------- | ------------------------------------------ |
| 31         | 1         | Wir sind wieder da    | And We’re Back…           | 28. Juli 2017           | 26. Juni 2018                              |
| 32         | 2         | Ein gutes Beispiel    | Leading By Example        | 4. Aug. 2017            | 26. Juni 2018                              |
| 33         | 3         | Entscheidungen        | Choices                   | 11. Aug. 2017           | 26. Juni 2018                              |
| 34         | 4         | Die Person            | The One                   | 18. Aug. 2017           | 26. Juni 2018                              |
| 35         | 5         | Nimm es an            | Take The Note             | 25. Aug. 2017           | 26. Juni 2018                              |
| 36         | 6         | Stärke                | Gotta Be Strong           | 1. Sep. 2017            | 26. Juni 2018                              |
| 37         | 7         | In ihrem Schatten     | In Her Shadow             | 30. Sep. 2017           | 26. Juni 2018                              |
| 38         | 8         | Kontrolle             | Control                   | 30. Sep. 2017           | 26. Juni 2018                              |
| 39         | 9         | Qualifikation: 1. Tag | Qualifiers: Day 1         | 30. Sep. 2017           | 26. Juni 2018                              |
| 40         | 10        | Qualifikation: 2. Tag | Qualifiers: Day 2         | 30. Sep. 2017           | 26. Juni 2018                              |
| 41         | 11        | Anti-Lovesong         | Wrong Side Of A Love Song | 30. Sep. 2017           | 26. Juni 2018                              |
| 42         | 12        | Konzentrier dich      | Shake It Off              | 30. Sep. 2017           | 26. Juni 2018                              |
| 43         | 13        | Klare Sicht           | Clear Eyes                | 30. Sep. 2017           | 26. Juni 2018                              |
| 44         | 14        | Das Event             | Mixing It Up              | 30. Sep. 2017           | 5. Jan. 2017                               |
| 45         | 15        | Im Dunkeln            | In The Dark               | 30. Sep. 2017           | 6. Jan. 2017                               |